# Yarisley Silva
Yarisley Silva Rodríguez, född 1 juni 1987 i Pinar del Río, är en kubansk friidrottare.
Silva blev olympisk silvermedaljör i stavhopp vid sommarspelen 2012 i London.